# Lagariella
Lagariella es género de escarabajos de la familia Leiodidae.

## Especies
Se reconocen las siguientes:
- Lagariella colominasi
- Lagariella porroiensis